# Лановецька міська територіальна громада
Лановецька міська громада — територіальна громада в Україні, у Кременецькому районі Тернопільської области. Адміністративний центр — м. Ланівці.
Площа громади — 481,4 км², населення — 22 007 осіб (2020).
Утворена 24 травня 2017 року шляхом об'єднання Лановецької міської ради та Загірцівської, Краснолуцької, Юськовецької, Якимівської сільських рад Лановецького району.
19 липня 2020 року в результаті ліквідації Лановецького району громада ввійшла до новоутвореного Кременецького району.

## Населені пункти
У складі громади 1 місто (Ланівці) і 40 сіл:
- Бережанка
- Білозірка
- Буглів
- Ванжулів
- Велика Білка
- Вербовець
- Верещаки
- Вишгородок
- Влащинці
- Волиця
- Грибова
- Гриньки
- Жуківці
- Загірці
- Іванківці
- Козачки
- Коржківці
- Коростова
- Краснолука
- Кутиска
- Лопушне
- Люлинці
- Мала Білка
- Мала Карначівка
- Малі Кусківці
- Мартишківці
- Михайлівка
- Молотків
- Москалівка
- Огризківці
- Оришківці
- Осники
- Пахиня
- Печірна
- Плиска
- Соколівка
- Татаринці
- Шушківці
- Юськівці
- Якимівці

## Почесні громадяни громади
Почесні громадяни Лановецької міської територіальної громади:
- Петро Стецюк (2020),[6]
- Галина Кравчук (2021),[7]
- Іван Марчук (2021),[8]
- Іван Климишин (2022).[9]